# Karl Peterli
Karl Peterli (* 4. April 1897 in Wil SG; † April 1975 ebenda) war ein Schweizer Künstler.

## Leben
Karl Peterli wurde in Wil in eine Wirtefamilie geboren. Sein Vater betrieb, wie bereits der Grossvater vor ihm, das Restaurant «Sonne» (Grabenstrasse) und nebenbei einen Limonadenhandel. Unter seinen sieben Geschwistern fanden sich auch die Brüder Ernst und Alfred, beide waren Fussballspieler und spielten unter anderem bei Inter Mailand. Als Peterli zehn Jahre alt war, starb sein Vater. Als schlechter Schüler mit einer Begabung im Zeichnen absolvierte Peterli eine Lehre als Dekorationsmaler. Im Alter von 20 Jahren begegnete er dem Winterthurer Künstler Hans Schöllhorn und beschloss, selber Künstler zu werden. Peterli studierte an der École des Beaux-Arts in Genf, unter anderem bei Ferdinand Hodler. Später reiste er nach Italien, Deutschland und die Niederlande und weilte für Studien in Paris. 1925 kehrte er in seinem Heimatstadt zurück, heiratete die Musikerin Rita Tuason, mit der er drei Kinder hatte. In Wil unterrichtete er Zeichnen an der Gewerbeschule und war als freier Künstler tätig. Sein jüngstes Kind ist der Germanist und Kunsthistoriker Gabriel Peterli (* 1931), der heute (2015) in Chur lebt, wo er lange Zeit als Deutschlehrer tätig war.

## Werk
Peterli bemalte unter anderem die Fassade des ehemaligen Gerichtshauses in der Wiler Altstadt, die Figur der Wiler Stadtheiligen Agatha und Nikolaus am Rathaus, «Wiler Schützen» an der Grabenstrasse (vis-à-vis des ehemaligen Restaurants «Sonne») und erstellte Schulwandbilder zur Kunstgeschichte. Ausserdem trug er vor der Schweizerischen Landesausstellung 1939 Entwürfe zum Wappen der mittlerweile ehemaligen Gemeinde Bronschhofen bei, die heute Teil der Stadt Wil ist. 1940 schuf er die Wandbilder für die Pfarrkirche St. Peter und Paul in Ganterschwil und 1960 den Kreuzweg im Innenraum der Kirche St. Peter in Wil.
Der Nachlass Peterlis wird von der Wiler Künstlerstiftung und der Ortsbürgergemeinde verwaltet.